# Johann Georg Eisen von Schwarzenberg
Johann Georg Eisen von Schwarzenberg (Polsingen, 1717. január 19. – Jaropolec, 1779. február) német evangélikus lelkész, író, kertész

## Élete
Apja Gottfried Eisen von Schwarzenberg lelkész, anyja, Elisabeth Döderlein volt. 1737 és 1740 közt Halléban tanult teológiát. A kormányzóság lázadás miatt vádat emelt ellene. 1747. február 19. feleségül vette Christina Beata Reussnert. 1776-tól 1777-ig az Academia Petrina professzora, valamint a mitaui (ma: Jelgava, Lettország) hercegi gazdaság birtokainak felügyelője volt. A felvilágosodás tipikus képviselője volt, szerteágazó érdeklődési körrel. Leírást készített a livóniai jobbágyság helyzetéről, amelyet igen negatívan értékelt. 1769-től sikeres kampányt folytatott a himlőoltás mellett.

## Munkái
- Die Blatterimpfung erleichtert und hiemit den Müttern selbst übertragen, Riga, 1774. bey Johann Friedrich Hartknoch. digitalizált változat
- Fortsetzung von der erleichterten und den Müttern selbst übertragenen Blatterimpfung, Riga 1774. bey Johann Friedrich Hartknoch. digitalizált változat
- Das Christenthum nach der gesunden Vernunft und der Bibel. Entworfen von Johann Georg Eisen, Pastor. Riga, 1777. bey Johann Friedrich Hartknoch.

## Fordítás
- Ez a szócikk részben vagy egészben  a   Johann Georg Eisen von Schwarzenberg című német Wikipédia-szócikk ezen változatának fordításán alapul.  Az eredeti cikk szerkesztőit annak laptörténete sorolja fel. Ez a jelzés csupán a megfogalmazás eredetét és a szerzői jogokat jelzi, nem szolgál a cikkben szereplő információk forrásmegjelöléseként.